# Bolbelasmus tauricus
Bolbelasmus tauricus är en skalbaggsart som beskrevs av Rudolph Petrovitz 1973. Bolbelasmus tauricus ingår i släktet Bolbelasmus och familjen Bolboceratidae. Inga underarter finns listade.